# 獅子座43
獅子座43，又名BD+07 2289，HD 89962、SAO 118269、HR 4077，是獅子座的一颗恒星，视星等为6.07，位于銀經236.37，銀緯49.21，其B1900.0坐标为赤經10h 17m 46.5s，赤緯+7° 49.21′ 2″。